# Nadroparina
La nadroparina è un'eparina a basso peso molecolare che viene normalmente utilizzata in forma di sale calcico, costituita da una frazione di frammenti di eparina di tipo polisaccaridico.

Questi frammenti sono ottenuti dall'eparina ricavata dalla mucosa intestinale di maiale grazie alla frammentazione ottenuta con acido nitroso e per successiva precipitazione selettiva in etanolo.
La maggior parte dei frammenti che la costituiscono presentano un gruppo acido 2-O-sulfo-a-L-idopiranosuronico a livello dell'unità terminale non riducente della catena e un gruppo 6-O-sulfo-2,5-anidro-D-mannitolo a livello dell'unità terminale riducente.

Il suo grado di solfatazione è di circa 2,1 per unità disaccaridica.
La nadroparina calcica agisce come inibitore dei fattori della coagulazione.

La molecola possiede una forte attività anti-fattore Xa e una debole attività anti-fattore IIa.

La nadroparina calcica è la rappresentante di una nuova classe di farmaci nei quali l'attività antitrombotica e l'attività anticoagulante dell'eparina sono state dissociate: è un farmaco antitrombotico ad azione immediata e prolungata, utilizzato nella profilassi delle malattie tromboemboliche.

In seguito alla somministrazione parenterale, la nadroparina calcica provoca l'aumento del tasso di inibizione del fattore Xa circolante senza provocare, alle dosi terapeutiche, variazioni notevoli della coagulazione del sangue.

## Farmacocinetica
I parametri farmacocinetici della nadroparina calcica sono stati ottenuti in funzione dell'attività inibitoria del fattore Xa della coagulazione.

In seguito ad iniezione per via sottocutanea, il farmaco raggiunge il picco delle concentrazioni plasmatiche in circa 3 ore.

L'emivita della molecola è di circa 3,5 ore e l'attività inibitoria del fattore Xa persiste per almeno 18 ore dopo l'iniezione.

La biodisponibilità della nadroparina calcica è praticamente totale (98%).

## Usi clinici
La nadroparina calcica è indicata nella profilassi delle malattie tromboemboliche, in particolare in chirurgia ortopedica e chirurgia generale.

Il farmaco viene anche prescritto nel trattamento della trombosi venosa profonda oltre che nella prevenzione della coagulazione, durante la circolazione extracorporea, in corso di emodialiasi.

## Controindicazioni
La nadroparina calcica è controindicata se in un suo precedente impiego ha provocato trombocitopenia. Tuttavia in questo caso è possibile utilizzare un'altra eparina a basso peso molecolare, anche se il controllo dei valori della piastrine in corso di terapia diviene imperativo.

Il farmaco è controindicata in presenza di disturbi dell'omeostasi, di lesioni organiche con rischio di emorragia, di endocarditi infettive acute, di emorragie cerebrovascolari.
Non deve essere ovviamente utilizzata in caso di comprovata reazione allergica alla molecola stessa.

La nadroparina calcica deve essere usata con prudenza in soggetti affetti da insufficienza epatica e/o renale, da ipertensione arteriosa, da malattie vascolari della corioretina e in soggetti che presentano ulcere gastriche o altre lesioni organiche suscettibili di emorragia.

## Effetti indesiderati e collaterali
Si possono osservare manifestazioni emorragiche, trombocitopenia e necrosi cutanea nel sito di iniezione. 
In caso di necrosi cutanea, in genere preceduta da arrossamento e dalla comparsa di placche eritematose e dolorose, si deve interrompere immediatamente il trattamento.

Tra gli effetti indesiderati sono stati anche osservati lievi ematomi nel sito di iniezione, manifestazioni allergiche cutanee o generali e aumenti delle transaminasi.

## Dosi terapeutiche
La nadroparina calcica viene somministrata per iniezione sottocutanea. L'iniezione deve essere effettuata, con il paziente in decubito, a livello della fascia addominale antero- e postero-laterale, alternando il lato destro e sinistro. L'ago va introdotto per intero nella plica cutanea in senso perpendicolare ad essa e non tangenzialmente. Le dosi sono espresse in termini di unità di attività anti-fattore Xa.
Per la profilassi della formazione di trombi, in chirurgia generale, 2-4 ore prima dell'intervento vengono iniettate 3075 U.I. La durata generale del trattamento è di almeno 7 giorni durante i quali vengono somministrate 3075 U.I. al giorno. In ogni caso è consigliato proseguire nella profilassi durante tutto il periodo a rischio o almeno fino alla deambulazione attiva del paziente. Ai pazienti ad alto rischio di trombosi vengono somministrate 41 U.I./kg di peso corporeo 12 ore prima dell'intervento. Questa dose viene ripetuta 12 ore dopo l'operazione e quotidianamente nei tre giorni successivi. Quindi, per questi pazienti, la dose viene incrementata a 61,5 U.I./kg/die. La durata totale del trattamento dovrebbe essere di almeno 10 giorni e, anche in questo caso, è consigliato proseguire nella profilassi durante tutto il periodo a rischio o almeno fino alla deambulazione attiva del paziente. Nel trattamento curativo delle trombosi venose profonde, la terapia prevede la somministrazione ogni 12 ore di 100 U.I./kg di nadroparina calcica per un totale di 10 giorni.
La nadroparina calcica può essere somministrata anche per via intravascolare. In particolare, nella prevenzione della coagulazione nella circolazione extracorporea dei pazienti emodializzati, per i quali la dialisi ha una durata inferiore o uguale a 4 ore, viene praticata, subito prima dell'inizio della seduta, un'iniezione endoarteriosa di 69,7 U.I./kg di nadroparina calcica. Questa dose può essere modificata se è necessario; in particolare, nei soggetti che presentano un rischio di emorragia la dose può essere dimezzata.
La conta piastrinica va effettuata sia prima dell'inizio del trattamento che durante le settimane successive (due volte alla settimana o secondo prescrizione medica). Gli studi nell’animale non hanno evidenziato alcuna attività teratogena o fetotossica. Tuttavia, esistono solo dati clinici limitati riguardanti il passaggio di nadroparina attraverso la placenta nelle donne in gravidanza. Pertanto l’uso di nadroparina in gravidanza non è consigliato, a meno che i benefici terapeutici superino i possibili rischi (es. trattamento e profilassi delle trombofilie primarie o secondarie). Le informazioni sull’escrezione di nadroparina nel latte materno sono limitate. Le attuali conoscenze indicano che, per effetto delle dimensioni molecolari delle eparine a basso peso molecolare e dell’inattivazione gastrointestinale, il passaggio nel latte materno e l’assorbimento per via orale da parte del lattante è verosimilmente trascurabile. Tuttavia, come precauzione, alle madri che allattano e che ricevono nadroparina, può essere consigliato di non allattare.
In caso di sovradosaggio, la somministrazione endovenosa lenta di protamina solfato o cloridrato neutralizza la debole attività anticoagulante della nadroparina calcica. Per neutralizzare 1025 U.I. di nadroparina calcica occorrono 0,6 ml (625 unità antieparina) di protamina.
La nadroparina calcica non dovrebbe essere somministrata in concomitanza con acido acetilsalicilico, con altri salicilati, con altri farmaci antinfiammatori non steroidei o con ticlopidina. La cosomministrazione con anticoagulanti orali, glicocorticoidi o con destrano va effettuata con adeguati controlli.